# Hängt parlament

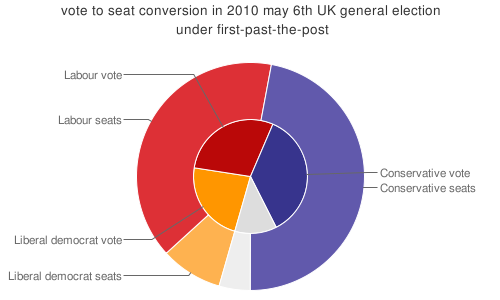
Resultatet efter 2010 års brittiska val där varken Labour (röd) eller Tory (blå) vann en majoritet av parlamentsplatserna (hängt parlament), vilket föranledde Torypartiets bildande av en koalitionsregering med Liberaldemokraterna (gul).

Hängt parlament (en. Hung Parliament) är en term som främst används i valsystem med enmansvalkretsar, exempelvis det brittiska och australiensiska, där starka majoritetsregeringar med endast ett parti är det vanligaste. Att parlamentet är hängt innebär att inget av de två stora partierna fått egen majoritet och således inte själva kan bilda en majoritetsregering. Detta anses ofta bli ett stort problem då dessa länders valsystem bygger på en teori om få partier och starka regeringar, till skillnad från länder med proportionella valsystem, till exempel Sverige, där minoritets- och koalitionsregeringar istället tillhör normen (Sverige har i modern tid endast haft två helt ohängda parlament, 1940-44 och 1968-1970, då Socialdemokraterna i båda fallen erhöll över 50% av rösterna). I proportionella valsystem kan istället hängda parlament anses uppstå när inget av de olika blocken fått egen majoritet, vilket bland annat skedde efter Riksdagsvalen 2010, 2014 och 2018 i Sverige. För att överbrygga de problem som hängda parlament innebär kan man välja att till exempel bilda koalitionsregeringar, samarbeta med partier utanför regeringen eller alternativt förlita sig på andra partiers passiva stöd.
Storbritannien har i modern tid haft tre hängda parlament, februari 1974-oktober 1974, 2010-2015 och 2017-2019. 